# Kinema
Le kinema (किनेमा) est un plat populaire de Limbu. Il est composé de soja qui a été fermenté par des lactobacilles.
Au Népal ainsi que dans l'état du Sikkim et dans la région de Darjeeling en Inde, cette préparation fermentée gluante et odorante est traditionnellement intégrée à une soupe pour accompagner le riz. Elle peut aussi être transformée en sauce à tremper salée ou en plat d'accompagnement âcre à consommer avec du riz ou du pain. Le kinema est traditionnellement préparé à la maison, mais il est désormais aussi vendu sur les marchés locaux et même en ligne comme n'importe quel produit sec. Le kinema est considéré comme étant un aliment bon pour la santé parce que la fermentation réduit les protéines complexes en acides aminés facilement assimilable par digestion.
On pense que le mot kinema dérive du mot kinambaa de la tribu limbu (ou limboo). ki signifie «fermenté» et nambaa signifie «saveur». Ce plat est très semblable au nattō japonais et au akhuni du nord-est de l'Inde (en).

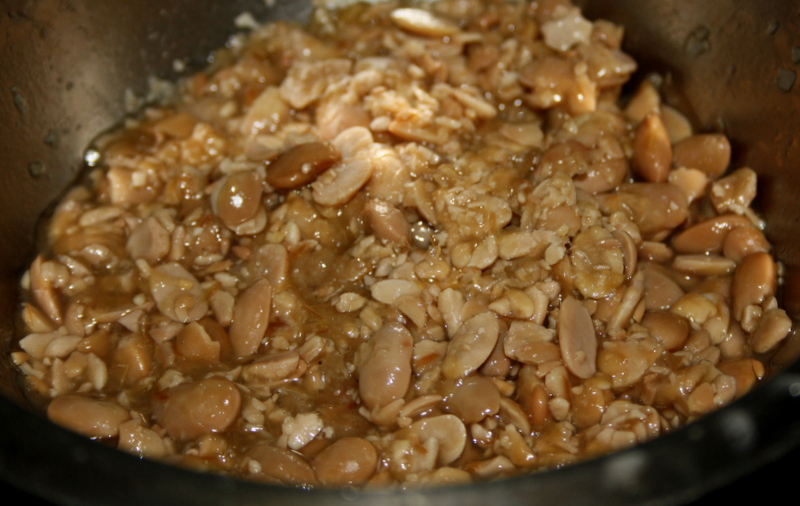
Du kinema au Népal